# 青春シンドローム
『青春シンドローム』（せいしゅんシンドローム、Le Péril jeune）は、1994年のフランスの青春映画。
セドリック・クラピッシュ監督の長編第2作目の作品で、出演はロマン・デュリスとヴァンサン・エルバズなど。
1975年のパリのリセを舞台に、はみ出し者の高校生5人組が青春を謳歌するさまと、10年後に久々に再会した彼らが急死した仲間の1人とのさまざまな思い出を振り返るさまを、クラピッシュ監督が自身の実体験も織り交ぜながら描いた半自伝的青春群像劇。

## キャスト
- トマジ: ロマン・デュリス - リセの男子生徒。
- アラン・シャベール: ヴァンサン・エルバズ（フランス語版） - トマジらの仲間。
- モーリス（モモ）・ザレバ: ニコラス・コレツキー - パン屋の息子。
- ブリュノ・トゥーレット: ジュリアン・ランブロスキーニ（フランス語版） - メガネの男子生徒。
- レオン・ルーヴェル: ジョアキム・ロンバール - 学級委員。
- マリー: ジュリー＝アンヌ・ロス（フランス語版） - 学生運動にのめり込んでいる女子生徒。
- クリスティーヌ: エレーヌ・ド・フジュロル - 学級委員。
- ソフィー: エロディ・ブシェーズ - トマジたちの後輩の女子生徒。
- バルバラ: リサ・フォークナー（英語版） - ロンドンからの留学生。